# Кругли-Лясек
Кругли-Лясек (пол. Krugły Lasek) — село в Польщі, у гміні Міхалово Білостоцького повіту Підляського воєводства.
У 1975-1998 роках село належало до Білостоцького воєводства.